# Habitatge a la plaça del Mercat, 4 (Tortellà)
L'Habitatge a la plaça del Mercat, 4 és un edifici de Tortellà (Garrotxa) inclòs a l'Inventari del Patrimoni Arquitectònic de Catalunya.

## Descripció
Aquest edifici està situat en el xamfrà existent entre el carrer de França i la Plaça del Mercat del poble de Tortellà. Són destacables les dues reixes de ferro que conserven la data i les inicials de l'hereu que va portar a terme les obres: 1897 / V. C.
Tot i que la resta de la casa no ofereix res especialment remarcable, els balcons estan sostinguts per mènsules decorades amb fullatges estilitzats fets d'estuc i les baranes són del fosa.